# 宇田川南欧
宇田川 南欧（うだがわ なお、1974年1月22日 - ）は、日本の実業家。株式会社バンダイナムコエンターテインメント代表取締役社長。

## 概要
東京都出身。帝京短期大学卒業後、1994年にバンダイへと入社。その後、2000年9月にバンダイネットワークスへと転籍し、2009年4月にはバンダイナムコゲームス（現バンダイナムコエンターテインメント）に転籍となる。その翌年の2010年4月には同社第2スタジオ2-4プロダクションゼネラルマネージャーとなり、2014年4月には同社執行役員第2事業本部副本部長に昇格する。2015年4月にはバンダイナムコエンターテインメントの取締役になり、2018年に同社の常務取締役と昇格し、2021年にBANDAI SPIRITS代表取締役社長となる。その後、2023年4月にバンダイナムコエンターテインメントの代表取締役社長に就任する。